# Los exitosos Gomes
Los exitosos Gomes (estilizado como Los exitosos Gome$) es una telenovela peruana de 2010, producida por Imizu Producciones para Latina Televisión. Es una adaptación de la telenovela argentina de 2008 titulada Los exitosos Pells, creación original de Sebastián Ortega. Es protagonizada por Diego Bertie, Gianella Neyra y Cristian Rivero.

## Sinopsis
Martín Gomes es un hombre soberbio y manipulador; es el presentador de noticias más famoso del país. Ha trabajado varios años en el canal Mega Noticias, siendo su labor en ese lugar la que le permitió alcanzar el reconocimiento público del que goza. Marcela Núñez, dueña del canal Notivisión, la competencia de Mega Noticias, sabe que pronto finalizará su contrato con el canal, así que le hace en secreto una oferta laboral que tras algunas negociaciones Gomes está decidido a aceptar.
Martín le comunica su aprobación de abandonar su trabajo al dueño de Mega Noticias, Franco Andrada, quien desesperado ante tal confesión entabla una acalorada disputa con el periodista. En un momento de enojo, Franco empuja a Martín, que cae de espaldas y tras golpearse la cabeza, queda inconsciente. Asustado y preocupado, creyendo que mató al hombre más famoso del país, deja a cargo de la situación a su mano derecha, Amanda Rojo, y se retira del canal.
Casualmente, durante el trayecto hacia su hogar, Franco atropella con su vehículo a Gonzalo Guerra, un actor y profesor de teatro muy parecido físicamente a Martín, a quien le propone suplantarlo a cambio de una importante suma de dinero. Gonzalo acepta, apremiado por una deuda hipotecaria, y tras firmar un contrato que ni él ni su mánager (Sergio) habían leído, comienza a reemplazar a Martín Gomes.
Gonzalo, ya con su nueva vida como Martín, descubre que los Gomes son un matrimonio sólo delante de las cámaras y ante el público, pero en la intimidad se ignoran y se llevan mal. Martín es homosexual y su pareja es Tomás Andrada, hijo del dueño del canal, mientras que Sol mantiene un romance con Diego Planes, un malísimo cronista de Mega Noticias. Con el paso del tiempo, Gonzalo se enamora de Sol y trata de acercársele, pero es rechazado por su supuesta esposa, que sabe que a Martín no le gustan las mujeres, porque él mismo se lo confesó tiempo después de que comenzaran a mantener una relación sentimental que él había utilizado por conveniencia para escalar posiciones dentro del canal, y por eso ella lo odia a morir. Pero como él no siente atracción por los hombres, a Sol le llama mucho la atención y ve cómo se modifica su relación con el tiempo, estando más cerca de ella que de Tomás.

## Elenco
| Actor o actriz         | Personaje                                    | Breve descripción |
| ---------------------- | -------------------------------------------- | --- |
| Diego Bertie †         | Martín Gomes / Gonzalo Guerra                | Martín Gomes es un exitoso presentador de noticias. Al quedar en coma, el director del canal encuentra accidentalmente a Gonzalo Guerra, un actor de aspecto físico similar, a quien contrata para representar a Gomes en cámara, sin que este sepa que lo debe hacer también en su vida privada y sentimental. |
| Gianella Neyra         | Sol Gomes                                    | Soñadora y carismática, es la presentadora de noticias junto con su pareja mediática Martín Gomes (Gonzalo Guerra), con quien en realidad lleva años separada desde que él mismo le confesó ser homosexual, por lo cual llevan muchas veces una relación de amor-odio; luego de saber que es Gonzalo y no Martín, florece un amor. |
| Alberto Ísola          | Franco Andrada Castillo                      | Director del canal Mega Noticias. Extorsiona a Martín y a Sol para que mantengan el matrimonio ficticio. Iracundo y obsesionado con el poder, siempre tratará de salirse con la suya a toda costa cueste quien le cueste. |
| Denise Arregui         | Amanda Rojo                                  | Gerente de Mega Noticias que no posee las acciones del canal, ya que Franco Andrada no se las hizo firmar (supuestamente poseyó el 16% de las acciones). Es ingeniosa y manipuladora pero en el fondo buena persona. |
| Alejandra Guerra       | Marcela Núñez                                | Directora del canal competidor "Notivisión". En su momento llega a adquirir el 51% de las acciones de Mega Noticias con una estrategia engañosa. Fue mujer de Franco, y mantiene con él una relación de rivalidad, aunque sigan siendo amantes. Odia a Amanda. |
| Julián Legaspi         | Ricardo Catalano                             | Abogado del canal Mega Noticias. Conoce la forma en la que se maneja el canal y está ahí para hacer el trabajo sucio cuando es necesario. Secretamente desea a Amanda y sueña e imagina un futuro junto a ella. |
| Christian Rivero       | Tomás Andrada Nava (alias "Tomasito")        | Hijo de Franco Andrada y Martha Nava, y pareja del verdadero Martín Gomes. Es arquitecto de interiores y posee acciones en el canal. Engreído e idealista, suele estar deprimido por la indiferencia del nuevo Martín, que siempre esta con su rival de amores. |
| Óscar López Arias      | Diego Planes                                 | Periodista de Mega Noticias y rival de Martín Gomes. Al comienzo era la verdadera pareja de Sol, pero su carácter ególatra terminó por cansarla y esta se empezó a interesar más por Martín y luego por Gonzalo. Aunque diga que ha cambiado, Sol ya no estará más interesada por él en lo más mínimo. |
| Juan Francisco Escobar | Sergio                                       | Mejor amigo y confidente de Gonzalo Guerra. De carácter relajado e irresponsable, pero cuando empieza a razonar puede dar en el clavo. Suele tener un "gancho" con las mujeres, el cual, según él, es su nariz aguileña. |
| Stephanie Orué         | Daniela                                      | Maquilladora y amiga de Sol, es su paño de lágrimas. Siempre hiperactiva, empezará a salir con el hermano de Amanda, lo cual puede significar un problema. Al final ella empieza una relación con Sergio. |
| Anneliese Fiedler      | Liliana Guadalupe del Carmen (alias "Lily")  | Productora exigente del canal Mega Noticias. Estuvo con Nacho, pero por ahora lo ignora sabiendo que este también siempre está pretendiendo a Daniela. Es la mejor amiga del Gordo. |
| César Ritter           | Nacho                                        | Conquistador empedernido y mujeriego, trabaja en el canal junto a Lily y Daniela. Constantemente se debate entre tener una relación con ambas, ya que según él, "las ama a las dos". Gana un premio en España y las deja a las dos. |
| Rómulo Assereto        | Charly                                       | Asistente personal de Martín que siempre cumple todo o que le pidan y empleado del canal. Es homosexual y está secretamente enamorado de Tomás. |
| Diego Lombardi         | Juan Campodónico                             | Asistente personal de Marcela Núñez, de quien está secretamente enamorado. Tímido y despistado en un comienzo, empezará a soltarse una vez que pierde la virginidad. |
| Ramón García           | Álvaro Primo                                 | Es el director de cámaras del canal. Renegón pero eficiente, siempre estará hambriento o quejándose sobre las condiciones laborales. |
| José Luis Ruiz         | Faustino Quispe (alias "Martillo")           | Apodado así porque suele ajustar cuentas dando martillazos a sus deudores. Maleante que vive de las apuestas, conoce a Gonzalo y Sergio. |
| Connie Chaparro        | Marina                                       | Fue alumna de teatro de Gonzalo Guerra, con quien solía salir. Después, inevitablemente, llega a saber la verdadera identidad de Martín Gomes, lo cual representaría un problema si llega a delatarlos. |
| Jimena Lindo           | Alexandra Álvarez (alias "Alex")             | Provocadora y astuta, es una editora de libros que hizo una biografía de la vida de los Gomes, pero terminó enredándose temporalmente con "Martín". Al final este descubrió que ella planeaba usar dicha biografía para hablar mal de Sol, por lo cual decidió frustrar sus planes y borró todo lo malo de la laptop de Alex y escribió lo más hermoso de supuesta esposa. Vuelve al cabo de un tiempo para reemplazar a Sol en el noticiero mientras está enferma. Luego de que esta se recupera le conceden un programa. |
| Renzo Schuller         | Gonzalo Paz                                  | Es homosexual y fue amigo de Tomás, hasta que este descubre que tuvo un desliz con Martín en el pasado. |
| Renato Rossini         | Julián Saco (alias "Esteban Paldini")        | Ambicioso y carismático periodista que llegó a engañar a todos sobre quién era realmente. Al acaparar la atención de Sol, se convirtió en la mayor amenaza de la pareja Gomes. Sin embargo, su verdadera identidad fue descubierta a tiempo; cuando Gonzalo lanzó al aire una bomba: Julián "Esteban Paldini" Saco era un prófugo de la justicia, implicado en asuntos de prostitución de menores de edad. |
| Paco Varela            | Carlos Rojo                                  | Hermano de Amanda y médico de confianza de Franco, es el que está a cargo del verdadero Martín Gomes, aunque no esté de acuerdo con la forma como se han dado las cosas. Llega temporalmente a ser pareja de Daniela, pero terminan por un tema de tener hijos. A medida que transcurren los hechos se verá cada vez más involucrado pese a su juramento hipocrático. |
| Ricky Tosso            | Jorge Santos Iglesias                        | Reconocido empresario ultraconservador, dueño de una firma dedicada a la producción de cocinas, piensa poner su publicidad en Mega Noticias, pero desiste al ver que en el canal hay homosexuales. |
| Gabriel Calvo          |                                              | Reconocido y pedante maquillador, ingresa a Mega Noticias para trabajar como jefe de maquillaje en un proyecto de un Magazine con Tomás. |
| Fabrizio Aguilar       | Alberto García (alias Raúl Moreno o "Teddy") | Estafador profesional que se hace pasar por gurú espiritual, y engaña a personas inestables emocionalmente. Entra en la vida de Tomás para apoderarse de a poco de su fortuna sin que él se dé cuenta en su momento. |
| Marisol Aguirre        | Flora                                        | Fan obsesionada de Sol que de alguna forma llega a entrar a Mega Noticias y termina como su asistente personal, pero sus intenciones parecen ser otras e intenta matarla. |
| Kathy Serrano          | Lucía Nava                                   | Ex-conductora de un Talk Show en Mega Noticias, considerada como una de las mejores conductoras del medio, tuvo rivalidad con Martín Gomes y fue acusada de difamar a un famoso director técnico, motivo por el cual tuvo varios juicios. Luego de estos se retiró de la televisión. Es hermana de la madre de Tomás y vuelve a la televisión para vengarse de Franco y Martín. |
| Paul Vega              | Roberto Gomes                                | Hermano de Sol Gomes, ha participado en una estafa millonaria de la cual Franco está enterado y motivo por el cual Sol es constantemente amenazada para seguir trabajando en Meganoticias. Al final se enamora de Alejandra Guerra, con quién tendrá una relación, la cual se ve rota porque Roberto termina preso. |